# Acrapex albicostata
Acrapex albicostata is een vlinder van de familie van de uilen (Noctuidae). De wetenschappelijke naam van deze soort is voor het eerst voorgesteld door Oswald Bertram Lower in een publicatie uit 1905.
De soort komt voor in Australië.